# Bonaventura Zumbini
Bonaventura Zumbini (* 10. Mai 1836 in Pietrafitta; † 21. März 1916 in Portici) war ein italienischer Romanist, Italianist und Komparatist.

## Leben und Werk
Zumbini bildete sich autodidaktisch zum Romanisten heran und trat 1868 mit einer wissenschaftlichen Schrift an die Öffentlichkeit, die von Francesco De Sanctis gelobt wurde, mit dem er seit seiner Jugend  bekannt war. 1874 wurde er Präsident der Accademia Cosentina in Cosenza. Nach Aufenthalten in Neapel und Florenz und weiteren qualifizierenden Veröffentlichungen ging er 1877 an die Universität Neapel und war dort von 1880 bis zu seiner Emeritierung 1903 als Nachfolger von Luigi Settembrini Professor für italienische Literatur (von 1881 bis 1883 auch Rektor). 1905 wurde er zum Senator ernannt.
Zumbini war Mitglied der Accademia dei Lincei (1880). Seine wissenschaftliche Position wurde von Benedetto Croce kritisiert, hingegen von Guido Mazzoni und Arturo Farinelli verteidigt. In Mailand ist eine Straße nach ihm benannt.

## Werke
- Le lezioni di letteratura del prof. Settembrini e la critica italiana, Neapel 1868
- Giacomo Leopardi presso i Tedeschi, Mailand 1874
- Saggi critici, Neapel 1876
- Studi sul Petrarca, Neapel 1878,  Florenz 1895
- Il "Filocopo" del Boccaccio, Florenz 1879
- Sulle poesie di Vincenzo Monti, Florenz 1886
- Studi di letterature straniere, Florenz 1893, 1907
- Studi di letteratura italiana, Florenz 1894, 1906
- Studi sul Leopardi, 2 Bde., Florenz 1902–1904, 1909
- Per Wolfango Goethe, Neapel 1903
- W. E. Gladstone nelle sue relazioni con l’Italia, Bari 1914

### Postum
- Studi di letteratura comparata, hrsg. von der Accademia cosentina, Bologna 1931
- Studi di critica e letteratura comparata, hrsg. von  Epifanio Ajello, Rom 1996